# Jason Wingreen
Jason Wingreen (ur. 9 października 1920 na Brooklynie w Nowym Jorku, zm. 25 grudnia 2015 w Los Angeles) – amerykański aktor, członek Amerykańskiej Akademii Sztuki i Wiedzy Filmowej.

## Życiorys
Wingreen urodził się na Brooklynie w rodzinie żydowskiej, lecz dorastał w Queens. Był uczniem John Adams High School, a w 1941 roku ukończył Brooklyn College. W 1955 roku rozpoczęła się jego kariera aktorska. Najbardziej znaną rolą Wingreena jest postać Harry’ego Snowdena w sitcomach All in the Family oraz Archie Bunker’s Place. Wingreen ma na swoim koncie wiele ról filmowych (m.in. użyczył głosu postaci Boby Fetta w filmie Gwiezdne wojny: część V – Imperium kontratakuje) i telewizyjnych, w tym także występy gościnne takie jak rola doktora Linkego w odcinku „The Empath” serialu Star Trek: Seria oryginalna. W 1994 roku zerwał z zawodem aktora. Żona Wingreena zmarła w 1996 roku. Ich syn mieszka w Princeton, gdzie wykłada na tamtejszym uniwersytecie.